# Álamo (Nevada)
Álamo es un lugar designado por el censo del Condado de Lincoln en Nevada (Estados Unidos) y es la más grande del Valle de Pahranagat, está a unos 144 km al norte de Las Vegas. Su altitud es de 1.501 metros. Tiene unos 1.666 habitantes, por lo tanto, la densidad de población es de aproximadamente de unos 405 habitantes/km ². El nombre "Alamo" proviene de la lengua española debido a la presencia de este tipo de árbol en la zona de las llanuras aluviales. Álamo está rodeado de bellos paisajes con una gran cantidad de lagos que ofrecen una fantástica pesca. Las zonas arqueológicas y las aguas termales son también lugares de interés para los turistas. Fue fundada en julio de 1901 por cuatro agricultores llamados Fred Allen, Mike Botts, Bert Riggs y William Stewart de Fredonia (Arizona). Su economía depende principalmente de la ganadería.
La atracción turística más cercana es el Refugio Nacional de Vida Silvestre de Pahranagat (del inglés: Pahranagat National Wildlife Refuge).
Entre Álamo y la ciudad de Rachel se encuentra la zona en donde tuvo lugar el impacto de un bólido durante el periodo devónico.

## Turismo
Álamo atrae a turistas y a camioneros que viajan desde la ciudad de Las Vegas hasta el norte de Nevada e Idaho. Hay lugares de interés como Warm Springs, el refugio de vida silvestre, la carretera extraterrestre y el Área 51. Las gasolineras en Álamo atienden a los turistas, ofreciéndoles recuerdos relacionados con el mundo de los Ovni. Hay dos paradas de camiones, la gasolinera de Chevron y la parada de camiones de Álamo.
Hay cuatro moteles en Álamo: el Meadow Lane Motel, el Sunset View Inn, el Windmill Ridge y el A Cowboy's Dream.
- Datos: Q2066890
- Multimedia: Alamo, Nevada / Q2066890

1. ↑  Zip Data Maps, código ZIP n.º 89001.